# MÜTF Oktatási Központ
A MÜTF Oktatási Központ története 1998-ban kezdődött, amikor az akkor még Modern Üzleti Tudományok Főiskolája nevet viselő tatabányai oktatási intézmény székelyudvarhelyi kihelyezett tagozatán elkezdődött a magyar nyelvű gazdasági képzés. Az idő teltével azonban egyre nyilvánvalóbbá vált, hogy a helyi gazdaságnak különféle tudású, képességű emberekre van szüksége. Így kerültek partnerségbe a Modern Üzleti Tudományok Főiskolája (ma már Edutus Főiskola) mellett a győri  István Egyetemmel, a Budapesti Gazdasági Főiskolával (ma már Budapesti Gazdasági Egyetem), a keszthelyi Pannon Egyetemmel, valamint az Óbudai Egyetemmel is. A gazdasági képzések tehát kiegészültek műszaki képzésekkel is.
A felsőoktatás mellett egyre fontosabb szerepet kapott a felnőtt- és diákképzés, valamint a vállalati együttműködések is.

## Ars poetica, küldetésnyilatkozat
A MÜTF Oktatási Központ küldetése: a székelyföldi vállalkozások szakemberigényének kielégítése gyakorlatorientált oktatási módszerekkel, magas minőségi és szakmai munka mellett, ezáltal is elősegítve a székely emberek helyben való boldogulását, így megelőzve a megélhetés érdekében való elvándorlásukat.
Az intézmény számára mind a székelyföldi vállalkozó (munkaadó), mind a székely munkavállaló fejlesztése fontos, hiszen együttes fejlődésük a régió fejlődésének alapját jelentheti.
Az oktatási központ összes elindított programja ezen fenti kettős célt szolgálja.

## A MÜTF Oktatási Központ mint ernyő
A felsőfokú oktatás Székelyudvarhelyen kezdetben csupán egy anyaországi főiskolával való együttműködésben indult. Az idő teltével azonban egyre nyilvánvalóbbá vált, hogy a helyi gazdaságnak különféle tudású, képességű emberekre van szüksége. Így került a MÜTF Oktatási Központ partnerségbe a Modern Üzleti Tudományok Főiskolája mellett a Széchenyi István Egyetemmel, a Budapesti Gazdasági Főiskolával, a Pannon Egyetemmel, valamint az Óbudai Egyetemmel is.

### Edutus Főiskola
Az Edutus Főiskola a MÜTF Oktatási Központ első partnere, amellyel – akkori nevén még Modern Üzleti Tudományok Főiskolája – 1998-ban köttetett meg az együttműködési szerződés. Ugyanabban az évben el is indult – Romániában elsőként – a nappali tagozatos magyar nyelvű közgazdászképzés a székelyudvarhelyi oktatási központban.
Az évek során az Edutus Főiskola Székelyudvarhelyen több képzést is indított, ezek közül – a város specifikumának megfelelően – a kereskedelem-marketing bizonyult a legidőtállóbbnak.

#### Kereskedelem-marketing alapszak – e-kereskedelem szakirány (BA)
A MÜTF Oktatási Központ ernyőszervezet egyik partnere tehát a tatabányai székhelyű Edutus Főiskola, amely a Kereskedelem-marketing alapszakot levelező formában kínálja a hallgatóknak (korábban nappali képzés is volt).
A 3,5 éves Kereskedelem-marketing alapszakon olyan közgazdasági és üzleti ismeretekkel, kereskedelmi és marketing szaktudással és készségekkel rendelkező gazdasági szakemberek képzése a cél, akik alkalmasak a különböző termékek és szolgáltatások keresletvezérelt beszerzésére és értékesítésére, kis- és középvállalatok kereskedelmi tevékenységének szervezésére és irányítására.
Az Edutus Főiskola más, Székelyudvarhelyen indított korábbi képzései is kötődnek a gazdasághoz, annak valamely speciális területét célozva meg.

#### Kereskedelem-marketing szak – marketingkommunikáció szakirány
Korábban a Kereskedelem-marketing szak, marketingkommunikáció szakirány keretén belül olyan szakemberek képzése folyt, akik tanulmányaik során megismerhették a társadalmat működtető kommunikációs rendszereket, az üzleti kommunikáció sajátosságait, valamint a média fontosabb intézményeit.
A cél a vállalkozói szféra számára üzlettudományi szempontból felkészült, a kereskedelem és marketing területén új trendeket, eljárásokat és technikákat ismerő szakemberek képzése volt, akik gyakorlatiasak, magas színvonalú idegen nyelvi ismeretekkel és jó kommunikációs készséggel rendelkeznek.

#### Euromenedzser másoddiplomás felsőfokú szakképzés
Egy tudományos, ugyanakkor gyakorlatorientált tantervre épülő kétéves euromenedzser másoddiplomás képzés is szerepelt az intézmény kínálatában, amely olyan korszerű ismeretanyag birtokába juttatta a hallgatókat, amely az európai piacokon való helytálláshoz elengedhetetlenül szükséges. Az elsajátított tananyag birtokában és az Unió területén mindenhol elismert diplomával a végzett hallgató nehezen behozható versenyelőnyre tehetett szert a piac más szereplőivel szemben.

### Budapesti Gazdasági Egyetem

#### Turizmus-vendéglátás alapszak (BA)
A Budapesti Gazdasági Egyetem (2016-ig Budapesti Gazdasági Főiskola) 2011-től a MÜTF Oktatási Központ partnere, amikor is egy új képzést hozott Székelyföldre, a turizmus-vendéglátás alapszakot.
Az alapvető közgazdaság-tudományi ismeretek mellett a hallgatók megtanulják a turisztikai és a kapcsolódó ágazatok (szállásadás, vendéglátás, utazásszervezés, rendezvényszervezés), szálláshelyek, vendéglátóhelyek, szabadidős létesítmények működési elveit, a turisták által igénybe vehető szolgáltatások rendszerét, a turisztikai vállalatok egyes működési területeinek sajátosságait, módszereit.
Székelyföld turisztikai adottságainak ismeretében a MÜTF Oktatási Központ létfontosságúnak tartja ezen szak működtetését, hiszen az ágazatnak nagy szüksége van a jól képzett szakemberekre.

### Pannon Egyetem

#### Gazdasági és vidékfejlesztési agrármérnök – erdőgazdálkodás szakirány (BSc)
A MÜTF Oktatási Központ és a Pannon Egyetem keszthelyi Georgikon kara közötti együttműködés keretében 2013-tól Székelyudvarhelyen elindult a Gazdasági és vidékfejlesztési agrármérnök alapképzés is, amely kiemelten az erdőgazdálkodásra fókuszál.
A képzés célja, hogy a vidéken élők találják meg a megélhetést nyújtó tevékenységüket saját lakóhelyük környékén, így a vidéki közösségek gazdaságilag életképesek legyenek. A képzés segítséget nyújt, hogy az érintettek megismerjék a saját környezetük nyújtotta lehetőségeket, az erőforrásokat, és megtanulják, hogy ezekre az adottságokra építve hogyan lehet egy vállalkozást (akár sajátként, akár alkalmazottként) elindítani-működtetni.
Székelyföld gazdaságszerkezetét, azon belül az agrárium arányát is figyelembe véve, ez a képzés szintén kiemelten fontos a régió fejlődése szempontjából.

### Óbudai Egyetem

#### Könnyűipari mérnök – divattermék-technológia, valamint nyomda és média szakirány (BSc)
Székelyföld iparában a könnyűipar az, amely sikeresen túlélte a rendszerváltást, azonban a tudatos szakemberképzés elmaradásának okán ez az ágazat folyamatos munkaerőhiánnyal küzd. Ennek a kiküszöbölésére indította el a MÜTF Oktatási Központ 2014-ben az Óbudai Egyetemmel közösen a könnyűipari mérnök alapképzést, melynek választható szakirányai a textil- és nyomdaipar.
A képzés célja, hogy az ezen a szakterületen dolgozóknak felsőfokú szakmai képzést tegyenek elérhetővé, valamint a fiataloknak egy ígéretes szakmát kínáljanak. A végzettek olyan műszaki-gazdasági szakemberekké válhatnak, akik egyaránt helyt tudnak állni a műszaki-gazdasági ágazat kis- és közép-, valamint multinacionális vállalkozásainál, és irányítani tudják a termék-előállítási folyamatokat, ezáltal is hozzájárulva ezen ágazat fennmaradásához, fejlődéséhez.

### Széchenyi István Egyetem

#### Vezetés és szervezés mesterképzés – humánmenedzsment szakirány (MA)
A MÜTF Oktatási Központ 2010-ben kötött szerződést a győri Széchenyi István Egyetemmel, így néhány évig a Vezetés és szervezés mesterképzés is elérhető volt Székelyudvarhelyen.
A képzés célul tűzte ki, hogy a már gazdasági alapvégzettséggel rendelkezők olyan szakemberré váljanak a humánmenedzsment területén, akik magas szinten tudják hasznosítani a vezetés és szervezés tudományának és gyakorlatának korszerű irányzatait. A megszerzett tudással a végzettek középvezetői és felsővezetői feladatokat láthatnak el a székelyföldi vállalkozásoknál, ezzel is segítve azok piacon maradását és fejlődését.

## Felnőttképzések, tanfolyamok
A XXI. század valamennyiünket szembesített azzal a ténnyel, hogy a tudás a legjobb befektetés, hiszen az egy életen át tart, tarthat. Aki képtelen megújulni, nem tud rugalmasan gondolkodni, nem tud önmaga számára újabb és újabb célokat kitűzni, valamint nem tud saját céljai megvalósítására tudatosan felkészülni, az elveszett. A folyamatos szakmai fejlődés, a személyes tudásbázis gyarapítása mára olyan meghatározó igények lettek, amelyek fontosságát nem lehet eléggé hangsúlyozni.
Természetesen az sem mindegy, hogy mit tanulunk – felnőttként főleg nem –, hiszen az időnk általában korlátozott, és megannyi feladat mellé kell „beszúrni” a tanulást. Ehhez kínál a jelentős tapasztalattal rendelkező MÜTF Oktatási Központ olyan színvonalas, akkreditált képzéseket és tanfolyamokat, melyek egyénre szabottak és megfelelnek a jövő elvárásainak.

### Nyelviskolák, nyelvvizsgaközpontok a MÜTF Oktatási Központban: ECL, LCCI
A MÜTF Oktatási Központ nyelviskolája Székelyudvarhely egyik legrégebben működő ilyen jellegű intézménye, ahol 1998 óta folyik nyelvoktatás. Csoportjait próbálja minél jobban az egyéni igényekre építeni, figyelembe véve a tanulni vágyó szintjét és a nyelvelsajátításra szánt idejét.
A nyelviskolában az angol, német, illetve román nyelv általános oktatása mellett nemzetközi nyelvvizsga-felkészítőket is szerveznek. Az intézmény keretein belül működő ECL- (European Consortium for the Certificate of Attainment in Modern Languages) és LCCI- (The London Chamber of Commerce & Industry) nyelvvizsgaközpont sok éve nyújt az érdeklődőknek vizsgázási lehetőséget.
Ezen nyelvvizsgarendszerekben az oktatási központ több évben is elnyerte az országos első helyezést.

### Informatikaképzések, vizsgaközpont: ECDL, CISCO
Az informatikaképzések szervezése is a minőség jegyében zajlik, ennek megfelelően a tantermeket korszerű számítógépekkel látták el, ugyanakkor nemzetközileg elismert rendszerekben folyik az oktatás. Az intézmény a kezdetektől szervez ECDL- és CISCO-tanfolyamokat, amelyek keretén belül több száz hallgatónak sikerült ezeket a nemzetközi vizsgákat letenni és diplomához jutni.
Míg a MÜTF Oktatási Központ ECDL-tanfolyama a PC használatához szükséges valamennyi ismeretet garantálja, a hardver és szoftver típusától függetlenül az alapvető alkalmazásokban való jártasságot biztosítja, addig a CISCO egy e-learning-alapú képzés, amelynek keretén belül a diákok a számítógépes hálózatok alapjait, működési elvét, illetve a CISCO-eszközök használati módozatait sajátíthatják el.
Az itt folyó munka minőségének elismeréseként az oktatási központ több erdélyi megye magyar nyelvű ECDL-központjának látta el a supervisori feladatait, ugyanakkor a CISCO lokális akadémia minősítéssel is rendelkezik.

### Szakképzések, tanfolyamok a gyakorlatiasság jegyében
A MÜTF Oktatási Központ szakképzései kínálatát a munkaerő-piaci igényeknek megfelelően alakítja, így az érdeklődő számos képzés közül választhat, mint például bolti eladó, könyvelő, varró, pincér, vadőr, de egy jó projektmenedzser is lehet. A képzés elvégeztével a résztvevők a román
Oktatási Minisztérium és Munkaügyi Minisztérium által közösen kiadott, akkreditált oklevelet kapnak. A tanfolyamokat a gyakorlatiasság jegyében tartják, nagy hangsúlyt fektetve arra, hogy a részt vevő személyek minél jobban el tudják sajátítani a szakmát a képzés során.
Az oktatók szakmailag felkészült és elkötelezett munkatársak, akik az adott szakmában végzik napi tevékenységüket, így a résztvevők naprakész gyakorlati tudásra tehetnek szert, amelyet az adott szakmában történő elhelyezkedésnél is kamatoztatni tudnak. A helyi cégekkel való jó kapcsolat lehetővé teszi a MÜTF Oktatási Központ részéről a munkaerő-közvetítést is a résztvevők és a munkáltató között, így sok esetben a tudás átadása mellett azon személyek, akik a képzés során jó eredményeket értek el, munkahelyet is kapnak.

## Érettségi felkészítők a középiskolások támogatására
Az érettségi vizsga megváltozott feltételei sok végzős hallgatónak jelentettek nehézséget Székelyföldön, főként a román nyelv és irodalom, valamint a matematika vizsgákon. Erre kihívásra válaszolva a MÜTF Oktatási Központ 2012 őszétől érettségi felkészítőket indított.
Az intézmény elsősorban a fent említett két tantárgyból tart felkészítőket, melyeknek hatékonysága a sajátos módszertanban rejlik. Mindegyik kurzust tanulásmódszertan tréninggel egészítik ki, ennek keretén belül a diákokat akár egyénre szabott tanácsokkal is segítik a hatékonyabb tanulás érdekében.
A képzéseket a Nemzetstratégiai Kutatóintézettel (NSKI), annak támogatásával és több partnerrel szervezik, ezáltal a hallgatók ingyenesen vehetnek részt a felkészítőkön.
A kezdéstől számított rövid időn belül a különböző székelyföldi városokban indított felkészítőkre járó diákok esetében az eredmények jóval magasabbak voltak a megyei átlagnál.